# Schemu
Schemu bezeichnete im ägyptischen Kalender die Jahreszeit der Wärme, die in Elephantine meist Anfang Februar und im Nildelta, bedingt durch die Nilschwemme, Mitte Februar begann. Der Begriff „Schemu“ leitet sich von der Wurzel „schem“ („Hitze“) und „schemet“ („die Hitzige“) ab.
Im Papyrus Ebers wird Bezug auf das altägyptisch dreigeteilte Jahr genommen, weshalb dort „Schemu“ als „Scham“ geschrieben und mit „Zeit der Wärme , Zeit der Erwärmung“ übersetzt wird; im koptischen Kalender jedoch mit „Hitze“, da der koptische Kalender nur zwei Jahreszeiten umfasst.

## Geschichte
In engem Zusammenhang mit dem Beginn der Achet-Jahreszeit stand ursprünglich die Göttin Sopdet, verkörpert durch den Stern Sothis. Nach der Peret-Periode, die nach dem vierten Achet-Monat begann, folgte die Schemu-Periode im direkten Anschluss an den vierten Peret-Monat.
Von der prädynastischen Zeit bis zum Ende des Mittleren Reiches repräsentierte Schemu die Monate Renutet, Chonsu, Chenti-chet sowie Ipet-hemet und umfasste die Zeitspanne von Anfang Februar bis Anfang Juni; mit Beginn des Neuen Reiches etwa 28. April bis 25. August.

### Entwicklung
Alan Gardiner wie auch Richard Anthony Parker vermuten, dass die Monate im Laufe der Kalendergeschichte die Jahresform wechselten und sich um etwa 30 Tage nach hinten verschoben. Ursache hierfür war die Koppelung von Sopdet an den heliakischen Aufgang von Sirius, der bis Ende des zweiten Jahrtausends v. Chr. langsam von Anfang Juni auf Anfang Juli wanderte und letztlich verantwortlich für die Verlagerungen der Monate war. Aus diesem Grund rückte beispielsweise der Monat Wepet-renpet an die zwölfte Stelle, während Renutet auf die Position von Rekech-nedjes wechselte.

### Ursprüngliche Monatsaufteilung und Mondkalender
- Renutet: Anfang Februar bis Anfang März, frühester Beginn
  - Mondkalender: Frühestens 26. Peret IV; spätestens 26. Schemu I
- Chonsu: Anfang März bis Anfang April
  - Mondkalender: Frühestens 25. Schemu I; spätestens 26. Schemu II
- Chenti-chet: Anfang April bis Anfang Mai
  - Mondkalender: Frühestens 25. Schemu II; spätestens 25. Schemu III
- Ipet-chemet: Anfang Mai bis Ende Mai
  - Mondkalender: Frühestens 24. Schemu III; spätestens 25. Schemu IV

### Datierungen
Aufgrund der Mondkalenderdaten im Jahr der Schlacht bei Megiddo ergeben sich folgende Datierungen für den ersten Monatstag (ab Sonnenaufgang) der Schemu-Monate:
| Jahreszeitliche Lage der Schemu-Monate (J = julianischer Kalender / G = gregorianischer Kalender) |                                            |                                     |                                        |                                          |
| Jahr                                                                                              | 1. Schemu I                                | 1. Schemu II                        | 1. Schemu III                          | 1. Schemu IV                             |
| 2997 v. Chr.                                                                                      | 9. Mai (J) 15. April (G)                   | 8. Juni (J) 15. Mai (G)             | 8. Juli (J) 14. Juni (G)               | 7. August (J) 14. Juli (G)               |
| 2877 v. Chr.                                                                                      | 9. April (J) 17. März (G)                  | 9. Mai (J) 16. April (G)            | 8. Juni (J) 16. Mai (G)                | 8. Juli (J) 15. Juni (G)                 |
| 2773 v. Chr.                                                                                      | 14. März (J) 20. Februar (G)               | 13. April (J) 21. März (G)          | 13. Mai (J) 20. April (G)              | 12. Juni (J) 20. Mai (G)                 |
| 2617 v. Chr.                                                                                      | 4. Februar (J) 13. Januar (G)              | 5. März (J) 12. Februar (G)         | 4. April (J) 13. März (G)              | 4. Mai (J) 12. April (G)                 |
| 2357 v. Chr.                                                                                      | 30. November (J) 10. November (G)          | 30. Dezember (J) 10. Dezember (G)   | 29. Januar 2356 (J) 9. Januar 2356 (G) | 28. Februar 2356 (J) 8. Februar 2356 (G) |
| 2121 v. Chr.                                                                                      | 2. Oktober (J) 14. September (G)           | 1. November (J) 14. Oktober (G)     | 1. Dezember (J) 13. November (G)       | 31. Dezember (J) 13. Dezember (G)        |
| 1981 v. Chr.                                                                                      | 28. August (J) 11. August (G)              | 27. September (J) 10. September (G) | 27. Oktober (J) 10. Oktober (G)        | 26. November (J) 9. November (G)         |
| 1873 v. Chr.                                                                                      | 1. August (J) 16. Juli (G)                 | 31. August (J) 15. August (G)       | 30. September (J) 14. September (G)    | 30. Oktober (J) 14. Oktober (G)          |
| 1781 v. Chr.                                                                                      | 9. Juli (J) 24. Juni (G)                   | 8. August (J) 24. Juli (G)          | 7. September (J) 23. August (G)        | 7. Oktober (J) 22. September (G)         |
| 1661 v. Chr.                                                                                      | 9. Juni (J) 26. Mai (G)                    | 9. Juli (J) 25. Juni (G)            | 8. August (J) 25. Juli (G)             | 7. September (J) 24. August (G)          |
| 1573 v. Chr.                                                                                      | 18. Mai (J) 4. Mai (G)                     | 17. Juni (J) 3. Juni (G)            | 17. Juli (J) 3. Juli (G)               | 16. August (J) 2. August (G)             |
| 1517 v. Chr.                                                                                      | 4. Mai (J) 20. April (G)                   | 3. Juni (J) 20. Mai (G)             | 3. Juli (J) 19. Juni (G)               | 2. August (J) 19. Juli (G)               |
| 1457 v. Chr.                                                                                      | 19. April (J) 6. April (G)                 | 19. Mai (J) 6. Mai (G)              | 18. Juni (J) 5. Juni (G)               | 18. Juli (J) 5. Juli (G)                 |
| 1337 v. Chr.                                                                                      | 20. März (J) 8. März (G)                   | 19. April (J) 7. April (G)          | 19. Mai (J) 7. Mai (G)                 | 18. Juni (J) 6. Juni (G)                 |
| 1277 v. Chr.                                                                                      | 5. März (J) 23. Februar (G)                | 4. April (J) 24. März (G)           | 4. Mai (J) 23. April (G)               | 3. Juni (J) 23. Mai (G)                  |
| 1157 v. Chr.                                                                                      | 4. Februar (J) 24. Januar (G)              | 5. März (J) 23. Februar (G)         | 4. April (J) 24. März (G)              | 4. Mai (J) 23. April (G)                 |
| 1061 v. Chr.                                                                                      | 11. Januar (J) 1. Januar (G)               | 10. Februar (J) 31. Januar (G)      | 11. März (J) 1. März (G)               | 10. April (J) 31. März (G)               |
| 897 v. Chr.                                                                                       | 30. November (J) 22. November (G)          | 30. Dezember (J) 22. Dezember (G)   | 29. Januar 896 (J) 21. Januar 896 (G)  | 28. Februar 896 (J) 20. Februar 896 (G)  |
| 661 v. Chr.                                                                                       | 2. Oktober (J) 25. September (G)           | 1. November (J) 25. Oktober (G)     | 1. Dezember (J) 24. November (G)       | 31. Dezember (J) 24. Dezember (G)        |
| 521 v. Chr.                                                                                       | 28. August (J) 22. August (G)              | 27. September (J) 21. September (G) | 27. Oktober (J) 21. Oktober (G)        | 26. November (J) 20. November (G)        |
| 361 v. Chr.                                                                                       | 19. Juli (J) 14. Juli (G)                  | 18. August (J) 13. August (G)       | 17. September (J) 12. September (G)    | 17. Oktober (J) 12. Oktober (G)          |
| 241 v. Chr.                                                                                       | 19. Juni (J) 15. Juni (G)                  | 19. Juli (J) 15. Juli (G)           | 18. August (J) 14. August (G)          | 17. September (J) 13. September (G)      |
| 177 v. Chr.                                                                                       | 3. Juni (J) 31. Mai (G)                    | 3. Juli (J) 30. Juni (G)            | 2. August (J) 30. Juli (G)             | 1. September (J) 29. August (G)          |
| 29 v. Chr.                                                                                        | 27. April (J) 25. April (G)                | 27. Mai (J) 25. Mai (G)             | 26. Juni (J) 24. Juni (G)              | 26. Juli (J) 24. Juli (G)                |
| 64 n. Chr.                                                                                        | 4. April (J) 2. April (G)                  | 4. Mai (J) 2. Mai (G)               | 3. Juni (J) 1. Juni (G)                | 3. Juli (J) 1. Juli (G)                  |
| 140                                                                                               | 16. März (J) 15. März (G)                  | 15. April (J) 14. April (G)         | 15. Mai (J) 14. Mai (G)                | 14. Juni (J) 13. Juni (G)                |
| 1584                                                                                              | 20. März (J) 30. März (G)                  | 19. April (J) 29. April (G)         | 19. Mai (J) 29. Mai (G)                | 18. Juni (J) 28. Juni (G)                |
| 1700                                                                                              | 20. Februar (J) 2. März (G)                | 21. März (J) 1. April (G)           | 20. April (J) 1. Mai (G)               | 20. Mai (J) 31. Mai (G)                  |
| 1800                                                                                              | 26. Januar (J) 6. Februar (G)              | 25. Februar (J) 8. März (G)         | 26. März (J) 7. April (G)              | 25. April (J) 7. Mai (G)                 |
| 1900                                                                                              | 1. Januar (J) 13. Januar (G)               | 31. Januar (J) 12. Februar (G)      | 1. März (J) 14. März (G)               | 31. März (J) 13. April (G)               |
| 1924                                                                                              | 26. Dezember 1923 (J) 8. Januar (G)        | 25. Januar (J) 7. Februar (G)       | 24. Februar (J) 8. März (G)            | 25. März (J) 7. April (G)                |
| 2008                                                                                              | 5. Dezember 2007 (J) 18. Dezember 2007 (G) | 4. Januar (J) 17. Januar (G)        | 3. Februar (J) 16. Februar (G)         | 4. März (J) 17. März (G)                 |
| 2012                                                                                              | 4. Dezember 2011 (J) 17. Dezember 2011 (G) | 3. Januar (J) 16. Januar (G)        | 2. Februar (J) 15. Februar (G)         | 3. März (J) 16. März (G)                 |